# Série E61 a E62 da CP
A Série E61 a E62 foi um tipo de locomotiva a tracção a vapor, que foi utilizada pela Companhia dos Caminhos de Ferro Portugueses.

## História
Cerca de 1897, a Companhia do Caminho de Ferro do Porto à Póvoa e Famalicão encomendou duas locomotivas à firma Krauss, que receberam a numeração 10 e 11 da Companhia. Em 1 de Janeiro de 1927, esta empresa fundiu-se com a Companhia do Caminho de Ferro de Guimarães, formando a Companhia dos Caminhos de Ferro do Norte de Portugal; após este processo, a Linha da Póvoa foi adaptada para via métrica, pelo que tiveram de ser substituídos os eixos das locomotivas da antiga Companhia da Póvoa, que utilizavam uma bitola de 900 mm. A numeração destas locomotivas não foi alterada. Em 1947, a Companhia do Norte foi absorvida pela Companhia dos Caminhos de Ferro Portugueses, que modificou os números destas locomotivas, criando a Série E61 a E62.
A E61 foi utilizada como locomotiva de reserva na Linha do Sabor, ficando na estação de Duas Igrejas, e substituindo ocasionalmente a E41 nas manobras na Estação do Pocinho. Em 1958, já não apresentava condições suficientes para continuar ao serviço, pelo que foi enviada para as oficinas de Porto-Campanhã, para ser submetida a uma grande revisão; no entanto, isto não chegou a acontecer, tendo sido abatida em 1959, com a passagem da Série E51 a E56 para a Linha do Sabor. Provavelmente, terá sido demolida em 1961.

## Caracterização
Esta Série era composta por duas locomotivas, numeradas de 10 e 11 pelas Companhias da Póvoa e do Norte, e depois alteradas para E61 e E62 pela Companhia dos Caminhos de Ferro Portugueses. Com os rodados em configuração 0-3-1T, circulavam, inicialmente, numa bitola de 900 mm, tendo sido posteriormente adaptadas à bitola métrica.
Circularam na Linha da Póvoa e na Linha do Sabor, tendo realizado, entre outros serviços, manobras na Estação do Pocinho.

## Ficha técnica

### Características gerais
- Número de unidades construídas: 2 (E61 e E62)[1]
- Fabricante: Krauss[1]
- Construção: 1897[1]
- Bitola: 900 mm (originalmente), 1000 mm[1]

## Lista de material[1]
- E61: Demolida
- E62: Demolida